# Palenque (kommun i Mexiko, Chiapas, lat 17,50, long -91,90)
Palenque är en kommun i Mexiko.   Den ligger i delstaten Chiapas, i den sydöstra delen av landet, 800 km öster om huvudstaden Mexico City.
Följande samhällen finns i Palenque:
- Palenque
- Doctor Samuel León Brindis
- Arimatea
- Profresor Roberto Barrios
- Lázaro Cárdenas
- Emilio Rabasa
- La Cascada
- San Juan Tulija
- El Progreso
- San Juan Chancalaíto
- El Naranjo
- El Clavo
- Puyipa
- Saturnino Ríos
- La Aurora
- Arroyo Jerusalén
- Nuevo Sonora
- El Desierto
- Nuevo San Joaquín
- Tzeltal Mukul-Já
- Nuevo Jericó
- Licenciado Gustavo Díaz Ordaz
- 20 de Noviembre
- Nuevo Samaritano
- San Lorenzo
- Nuevo Mérida
- Nuevo Montes Azules
- General Emiliano Zapata del Valle
- Santa Cruz
- Alfonso Corona del Rosal
- Cuauhtémoc Chancala
- Medellín 2da. Sección
- Tomás Garrido Canabal
- San Francisco Palenque
- Álvaro Obregón
- Graciano Sánchez
- San Antonio
- Eben Ezer
- Los Cerrillos
- Vistahermosa
- Ricardo Flores Magón
- Berea
- Jericó 2da. Sección
- Margarita Maza de Juárez
- Nuevo Plan de Ayala
- Chancala Zapote
- 5 de Mayo
- San Luis
- Ángel Albino Corzo 1ra. Sección
- Alfredo V. Bonfil
- Antioquía
- José María Morelos y Pavón
- Adolfo López Mateos
- San Manuel
- Camino Real
- Nuevo Egipto
- Once de Julio 2da. Sección
- Úrsulo Galván
- Nuevo Yajalón
- El Palmar 1ra. Sección
- Nuevo Paraíso
- La Caoba
- Juan Sabines Guerrero
- La Ensenada Chutalijá
- Choles de Tumbalá
- San Antonio Chuyipá
- Cuauhtemoc Quemado
- Nuevo Jalisco Osumacinta
- 30 de Marzo
- Arroyo Belén
- Pueblo Nuevo
- Nueva Jerusalén
- San José Chancal
- Portaceli
- Lindavista Xinich
- El Sinaí
- Babilonia 3ra. Sección
- Chancala Río Seco
- Río San Diego
- Estrella de Belén
- El Bascán 2da. Sección
- Poblado Nuevo Arroyo
- La Caoba
- Agua Cristalina
- Doctor Manuel Velasco Suárez
- El Sacrificio
- Ciudad Agraria
- La Guadalupe
- Nueva Independencia
- La Alianza
- Belisario Domínguez Norte 2da. Sección
- Los Ángeles
- Monte de Sión
- Galileo
- Luis I. Cabrera
- Pueblo Nuevo Usumacinta
- Luis Alfredo
- Nuevo Taniperla
- Laguna Emiliano Zapata
- Francisco Villa
- Estación San Agustín
- Nueva Central
- La Asunción
- El Guayacán
- Escuintla
- Venustiano Carranza
- Cuauhtémoc Cárdenas
- La Revolución
- Ach'Lum Maya
- Niños Héroes
- Montebello
- Nuevo Jalapa
- Santa María 2da. Sección
- El Esquinero
- Rosa Blanca
- San Mateo
- Ampliación Palenque